# 말리 셸턴
말리 이브 셸턴(Marley Eve Shelton, 1974년 4월 12일 ~ )은 미국의 배우이다.

## 출연 작품
- 발렌타인
- 슈가 앤 스파이스
- 램페이지 - 케리 앳킨스 역